# Ryōta Tsuzuki
Ryōta Tsuzuki (都築 龍太, Tsuzuki Ryōta), né le 18 avril 1978 à Heguri au Japon, est un footballeur international japonais évoluant au poste de gardien de but.

## Biographie
Il débute en sélection le 4 juin 2001 contre le Brésil.

## Palmarès
- Japon
  - Coupe des confédérations: 2001 (finaliste)